# Мельбурнский симфонический оркестр
Ме́льбурнский симфони́ческий орке́стр (англ. Melbourne Symphony Orchestra, в 1949—1965 гг. Симфонический оркестр Виктории, англ. Victorian Symphony Orchestra) — старейший австралийский симфонический оркестр. Базируется в Мельбурне и поддерживается в финансовом отношении как правительством штата Виктория, так и федеральным правительством Австралии.
Оркестр основан в 1906 году и дал первый концерт 11 декабря. Наиболее яркой страницей раннего этапа его биографии стало плодотворное сотрудничество со знаменитой певицей Нелли Мельба, постоянно певшей в сопровождении оркестра с 1913 г., а в 1921 г. занявшей пост его президента. В 1970 г. оркестр стал первым австралийским оркестром, отправившимся на гастроли в США (первое европейское турне состоялось в 2000 г., в 2003 г. оркестр выступал в Санкт-Петербурге). В 1973 г. Мельбурнский симфонический оркестр играл при открытии Сиднейского оперного театра.
С середины 1980-х гг. оркестр сотрудничает с поп- и рок-звёздами — в частности, в 1986 г. в Сиднее концертный альбом совместно с Мельбурнским оркестром записал Элтон Джон, в 2004 — Мит Лоуф.

## Руководители оркестра
- Альберто Зелман (1906—1927)[2]
- Фриц Харт (1927—1932)
- Фриц Харт и Бернард Хайнце (1932—1937)
- Бернард Хайнце (1937—1950)
- Альчео Гальера (1950—1951)
- Хуан Хосе Кастро (1952—1953)
- Вальтер Зюскинд (1953—1955)
- Курт Вёсс (1956—1959)
- Жорж Цыпин (1960—1965)
- Виллем ван Оттерло (1967—1970)
- Фриц Ригер (1971—1972)
- Хироюки Иваки (1974—1997)[3]
- Маркус Штенц (1998—2004)
- Олег Каэтани (2005—2009)
- Эндрю Дэвис (2013—2019)[4][5]
- Хайме Мартин (с 2022)[6][7]